# ファイティングレイヤー
『ファイティングレイヤー』（Fighting Layer）は1998年にアリカが開発、ナムコ（後のバンダイナムコゲームス）が販売したアーケードゲーム。ジャンルは3D対戦型格闘ゲーム。

## 概要
同社開発の『ストリートファイターEX』（以下『ストEX』と表記）シリーズをベースに、駆け引きが単純化された『ストEX』の基本を崩すことなく、格闘ゲームを面白くするための先鋭的なアイデアや工夫を多く取り入れた。アリカは家庭用への移植に対して積極的な会社であるが、本作は現在も家庭用ゲームへの移植はされていない。2008年8月15日に秋葉原で開催された「ケイブ祭りだ!!楽園ベイビー」のイベント上で、アリカの三原一郎が参加者からの移植の可能性があるかどうかの質問に対して、「基板屋へGO!」（基板を買ってください）と答えている。

## ゲームシステム
1レバー+6ボタン（弱パンチ、中パンチ、強パンチ、弱キック、中キック、強キック）で操作。基本的な操作は対戦型格闘ゲームの操作系項を参照。本作のグラフィックは3Dで構成されているが、システム的には2D対戦型格闘ゲームのものである。
特殊操作
- 相手の近くで、相手方向にレバーを倒しながら中パンチ（一部のキャラクターは中キック）でガードを崩して相手を攻撃する「投げ」。
- レバーを相手のいる方向に二回（右向きの時、→→）で前方に素早くステップする「ダッシュ」。また、自分の背中の方向に二回（右向きの時、←←）で後方に素早く飛び退く「バックダッシュ」。
- ダッシュ中に相手の近くにいる時にパンチボタンで、ガードを崩し相手との位置を素早く変える「スイッチ」。
- 相手方向にレバー+強パンチ（奥）か強キック（手前）で、横に移動して軸をずらし攻撃を回避する。

バレッジブロウゲージ
画面下部に表示されているゲージ。「バレッジブロウ」などで使用する。相手に攻撃を当てるとゲージが上昇、一定値まで溜まるとストックされる。最大3本までストック可能で、ラウンド1開始時に1本ゲージがあらかじめストックされている。
ファーストアタック（ラウンドが開始して初めて攻撃が命中）、リバーサル（ガード後、ダウン後にすぐに必殺技を入力）、投げ抜け（相手と同時に投げコマンドを入力）が成功するとゲージが一定量上昇する。投げ抜けした場合はどちらのキャラクターも上昇。
バレッジブロウ
いわゆる超必殺技で、バレッジブロウゲージを1ストック消費する。必殺技に比べて威力が高く、見た目も派手なものが多い。
スーパーキャンセル
キャンセルできない通常技、レバー入れ技、必殺技やバレッジブロウを別のバレッジブロウでキャンセルできる。同じバレッジブロウ同士をスーパーキャンセルして繋げることはできない。
また必殺技およびバレッジブロウをスーパーキャンセルすると、それ以降のバレッジブロウからガードしても体力を減らす、いわゆる削り能力が消失する。
ハードアタック
同じ強さのパンチボタンとキックボタン同時押しで発動する、しゃがみガード不能の中段攻撃。通常技をキャンセルして発動することも可能。ボタンを押しっぱなしにすることで威力が上昇する。しゃがみ状態でこの技を喰らった場合、一定時間よろめいてしまう。それ以外の状態で喰らった場合は吹っ飛んでダウンする。
なお、必殺技扱いであるため相手に触れてさえいればバレッジブロウでキャンセル可能だが、傾向としてはハイリスク・ハイリターンな中段攻撃となっている。
ハードリバーサル
ダウン時に同じ強さのパンチボタンとキックボタン同時押しで発動する攻撃。無敵時間が長く、起き上がり時の反撃に有効。ただしバレッジブロウゲージを1ストック消費する。
ジャストヒット
中以上の通常技攻撃と、必殺技（バレッジブロウ含む）全般の威力・ゲージ増加量をわずかに上げることのできるシステム。通常技の場合はヒットの瞬間までボタンを押しっぱなしにし、必殺技の場合はヒットの瞬間にボタンを押すことで成立する。ヒットエフェクトが通常のものと色が違うため、適用されているかどうかは視覚的に分かる。これにより、まったく同じ連続技でもその威力はプレイヤーの技術によって異なり、ゲージの溜まり具合も変わってくる。
ブロウクワイツ
いわゆる「相殺」。エフェクト発生後、ブロウクワイツを引き起こした技を全ての行動でキャンセルできる。弱攻撃、投げ、飛び道具では発生しない。
イージーコンビネーション
同じボタンを連打することで発生する連続技。初心者でも容易に連続技を決めることができる。
スーパーイリューション
すべてのキックボタン同時押しで発動する緊急回避。攻撃を受けている最中やダウン中でも使用可能な上、使用後はバレッジブロウゲージが3本ストックされた状態になる。イリューション中構えを取っている時は完全無敵で、かつ斥力が働く。
ただし、1試合中に1回しか使用できない。

### オートネーミングシステム
相手を必殺技でKOした時、その時使用した必殺技（連続技）に自動的に名前をつけ、大きく表示するシステム。
基本的には必殺技の名称を組み合わせたものであるが、特定の条件が成立すると「プレミアムネーム」が出現することもある。

## キャラクター
ゲーム中でキャラクターが発する声は掛け声が多く、あまり台詞をしゃべらない。

### デフォルトキャラクター
加藤鉄雄（かとう てつお） (Tetsuo Kato)
声 - KOUJI SAKURAI
「加藤流空手漢道」を名乗る日本最強の空手家。「いっちょ、もんでやっかぁ!」が口癖。彼の空手道着には波しぶきの刺繍がついている。
拳を突き出し突進する必殺技を持ち、接近戦を得意とする。技構成はスタンダードで初心者にも使いやすいが、一方で必殺技はボタンを追加入力することで威力を強化できる特殊な性能を持っている。本作においては最も標準的な性能を持つキャラクター。
彼の使うバレッジブロウ「荒行事」は後に『ストEX3』に登場するエースも使用している。
ジョージ・ジェンセント (George Jensent)
声 - NOZOMU YOKOYAMA
サングラスをかけた警察官。上司である署長に睨まれており、事実上の左遷としてザウスアイランズの実体調査を命じられる。
画面端から裏を取ることができる三角飛びが使用でき、ダッシュから攻撃ボタンを押すことで専用の必殺技を出すことができる。通常技性能は高いが、必殺技は決め手にならない補助的なものばかり。セットプレイは得意なものの、一定してまとまったダメージを取ることができない、一手一手で確実にダメージを取っていく玄人向けなキャラクター。
洪吉成（ホン・ギルソン） (Hong Gillson)
声 - 柴田創一郎
テコンドー使いの青年。道場の蔵に仕舞われていた古い書物からザウスアイランズの記述を読み取り、真実を自分の眼で確かめようとする。
信頼できる対空技、浮かせ用と連続技用のバレッジブロウを持つバランスの取れたキャラクター。このキャラクターのみイージーコンビネーションではなく、キックボタン4回入力の「キックコンビネーション」（ボタン強弱で分岐）を持っている。
藍桜花（ラン・インファ） (Lan Yinghua)
声 - TAKAKO NAKAMURA
中国拳法使いの少女。ヌンチャクを髪飾りにしている。先祖から伝わる龍退治物語を「本当にあった出来事」と信じ、極めて良く似た地であるザウスアイランズへ踏み入る。
素早い動きで連続技を得意とする、本作の中では単純明快な性能を持つキャラクター。ただし実戦で有効なコンボルートがやや限られており、威力も他キャラクターと比較すると劣る。カウンター技や相手の攻撃を避ける技も持っている。
ジャニス・ルチアーニ (Janis Luciani)
声 - 渡邉優子
暗殺者の女性。パンクファッションに緑色の髪と裂けたように笑った口元が特徴で、まさに狂人のような性格の持ち主。警察に追われることもないザウスアイランズで、欲望のままに破壊と殺戮を繰り返す。赤い色が好物。
銃やナイフを用いる戦闘スタイルで、バレッジブロウゲージを使用することでナイフを持って通常と全く別の技性能を持つことができるのが最大の特徴。ナイフを持っている間はしゃがめず、ボタンでジャンプなど操作系統が変化するが、チェーンコンボのように通常技を連続技にすることが可能で、連続技の幅広さを持つ。
閃鳳凰（シャン・フェンファン） (Shang Fenghuang)
声 - 平川大輔
コソ泥家業で生計を立てている中国の青年。易者に呼び止められ、巨万の富を得る方法としてザウスアイランズを教えられる。
「天井に張り付く」「寝る」など普通に攻撃しない特殊な必殺技が多く、相手を翻弄する動きで攻めるのが特徴。準備運動や酔拳などの動きを取ることができる。
エクソダス (EXODUS)
声 - AKIRA YAMADA
悪役顔だが子供に人気のプロレスラー。プロレス界で最強の存在だが、伝説の存在であるクレメンスと比較されることに苛立ち、彼を倒して最強になろうと思っている。
ラリアットなどのプロレス技に加え、パイプ椅子などの凶器攻撃や火を吹くなどベビーフェイスでありながらヒールらしい技を多く使いこなす。1回転コマンドの必殺投げを持つキャラクター。
股間を突き出して攻撃を受け止める必殺技「EXスネーク」を持つ。クレメンスも同様の必殺技を持ち、『ストEX2plus』ではダラン・マイスターにも同じ動作の必殺技が追加されている。
ジグジット・バートル (Jigjid Bartol)
声 - 荻原秀樹
モンゴルに誇りを持つモンゴル相撲の使い手。草原の民に伝わる叙事詩の一節を信じ、その予言を成就させんとザウスアイランズへ踏み入る。
簡単な連続技で体力を4割近く削ることができるほどの非常に高い攻撃力を持ちながら、出が遅い設置技をも併せ持つのが特徴。
月影雪舟（つきかげ せっしゅう） (Sessyu Tsukikage)
声 - ショッカーO野
刀や手裏剣、鎖分銅を使う忍者。任務の完遂のみを己の証とし、ザウスアイランズで闘う。
相手を浮かせることができるイージーコンビネーション、分銅での引き戻し、空中で出せるバレッジブロウなどによりコンボバリエーションは豊富で、与えるダメージも大きい。ただし防御力は全キャラクター中で最低であり、他のキャラクターのコンボも入りやすい。
カプリッチョ (Capriccio)
声 - 細江慎治
忘れ去られたある部族の戦士の一人。公式ストーリー上で彼らが話している言語は逆から読むと意味が解読できる。一族の力を証明するため、猛者が集まる地ザウスアイランズの勝者たらんとする。
色物キャラクターで、通常技や必殺技の動きは奇抜。必殺技によって地面に生えたキノコは攻撃判定があり、そのまま置いておくことで相手を牽制、移動させて飛び道具に使用、望む位置に移動、採取して投げて攻撃、食べて回復、キノコをさらに育てて威力を強化など、利用方法は多岐に渡る。連続技の威力も高め。
担当声優の細江慎治は本作の音楽スタッフである。
アレン・スナイダー (Allen Snider)
声 - 細井治
『ストEX』シリーズから登場。自らを「井の中の蛙」と例えることを信条に闘う、暴走する勘違い空手家。
いわゆるリュウケン型の性能のキャラクター。また、ゲージを3本消費するバレッジブロウなどダメージ量の高い技を多く持つ。
『ストEX』シリーズで使用していた「空中で5発決めて、うぉっしゃー!!（初代『EX』での名称）」および「ヴォルティングキック（『EX plus』での名称）」が本作では再び改名され「ボルティングキック改」になり、相手落下時にもダメージを与えるようになっている。また『ストEX』にはなかった壁の概念が生まれたため、「トリプルブレイク」関連のコンボダメージが上がっている。
アレン以外のキャラクター使用時に、ステージ4でスーパーイリューションを使用せず、バレッジブロウを4回ヒットさせると、ステージ5で登場する。
ブレア・デイム (Blair Dame)
声 - 橘ひかり
アレンと同じく『ストEX』シリーズから登場。世界中の別荘を巡る旅の気まぐれからザウスアイランズを見つけ、尋常ではない殺気の正体を確かめるために参戦。
『ストEX』シリーズで使用していた「シュートアッパー」はイージーコンビネーションに、「ライトニングニー」は投げとハードリバーサルに変更。「ミラージュコンボキック」が削除されたが、より強力なバレッジブロウ「フェアリーギフト」が追加されている。ほぼ連続技専用にしか使えず、ガードされると反撃されやすいが、ヒット数が多くジャストヒットをパーフェクトに取れば相手の体力を半分近く奪える。
コマンドを入力することで隠しカラーを使用できるが、バグが発生するため公式では長らく公開はされていなかった。
ブレア以外のキャラクター使用時に、ステージ3に登場するランスナイト（後述）の攻撃を6回ガードしてから勝利すると、ステージ4で登場する。

### タイムリリースキャラクター
通常はステージ7の中ボスとして登場。
プレストン・エージャックス (Preston Ajax)
声 - TOMOYUKI ISHIDA
過去にトラウマを持つ傭兵。
武器やパワフルな攻撃に加え、ワイヤーで相手の攻撃を弾くカウンター技や、相手に爆弾を取り付ける技もある。
クレメンス・クライバー (Clemence Kleiber)
声 - MSAYOSHI SETO
行方を暗ませていた伝説のプロレスラー。
エクソダスと同じく一回転投げキャラクターで共通の技も多いが、どちらかといえばより投げに特化したキャラクター性能となっており、投げ技の威力はエクソダス以上。
ジョー・フェンディ (Joe Fendi)
声 - 吉田裕秋
片目を失明したことで選手生命を失ったボクシングチャンピオン。
通常投げはクリンチで、自分（と相手）の体力を回復することができる。
パンチしか使わないがコンビネーションは豊富であり、ボクサーらしいステップイン・アウトもできる。バレッジブロウではどこからともなく棘のついた鉄球を拳に装着して殴りかかる。

### 中ボスキャラクター
CPU専用キャラクター。ランスナイトはステージ3、アニマルはステージ6に登場。いずれも1ラウンドのみの一本勝負。対アニマル戦では、一本負けるとその時点でプレイ終了となる。
ランスナイト (Knight)
巨大なランスを持ち、白銀の鎧を身に纏う重騎士。
鎧を着ているだけあって防御力が高く、スーパーアーマー状態だが、カウンターで技を当てたりバレッジブロウを当てることでよろめかせることができる。よろめいた状態では投げ技を決めることができ、このときは通常のダメージを与えられる。
勝利条件はKOのみで、時間切れ時は敗北扱いとなる。負けてもゲームオーバーにはならないが、勝敗によってステージのルートが変化する。勝利した場合は、ステージ6開始前に対戦するアニマルを選択できる（敗北した場合は、自動的に鮫になる）。
虎 (Tiger)
陸のアニマル。勝利すると、次のCPUキャラクターはエージャックスになる。
突進攻撃（下段と中段の二種類）と組み付いての噛み付き（ガードで防ぐことができない移動投げ）が主な攻撃方法。プレイヤーキャラクターの攻撃をガードはしないが攻撃力が高い。またこちらの攻撃にカウンターで攻撃してくる。
通常キャラクターに比べて仰け反り時間が短く、地上で攻撃を受けた場合にダウンすることがない。空中で攻撃を受けるとダウンする他、空中コンボを決めることもできる。
倒すと自動的にシークレットボーナスが入手できる。
鮫 (Shark)
海のアニマル。凶悪な人食い鮫。勝利すると、次のCPUキャラクターはクレメンスになる。
水中のため、動きが鈍くなった状態で戦う。中段の突進攻撃を繰り出した後、尻尾で叩く攻撃がヒットすると気絶してしまう。他には移動投げの噛み付き攻撃を持つ。虎と同じくプレイヤーの攻撃をガードすることはない。また、どの攻撃を受けてもダウンすることはない。
倒した後に攻撃を当てフィールドから弾き出すとシークレットボーナスが入手できる。
鷹 (Falcon)
空のアニマル。媒体によっては「鷲」や「隼」とされることもある。勝利すると、次のCPUキャラクターはジョーになる。
常に空中を飛んでいるので、攻撃が当てづらい。攻撃方法は2種類の突進と移動投げであるつかみ技。
どの攻撃を受けてもダウンしない。仰け反りが特殊で斜め上方向にベクトルがかかる。
倒した後に攻撃を当ててフィールドから落とすとシークレットボーナスが入手できる。

### ボスキャラクター
CPU専用キャラクター。
ボルド・イグニッシオ (Vold Ignitio)
声 - KYOUSUKE TATSUNO
海賊の船長のような風貌をした謎の男。ステージ8に登場。
忍者のように壁から壁へ飛び移り、突進していく特異の戦闘スタイルを用いる。1ラウンドを取られると戦闘スタイルが変化して、壁を伝って昇って落下したり、打撃攻撃を受けた瞬間に相手と入れ替わったり、股間の仕込み銃を出し回転しながら弾を連射したりと、その特異さが際立つものとなる。ガード不能の技を多数持つ。
白ボルド
通常は黒いスーツを着ているが、特定の条件を満たしていると、代わりに白いスーツに身を包んだボルドが出現する。条件は以下の通り。
1. 一本も負けない（ノーミス）。
2. 全ラウンドをバレッジブロウによるフィニッシュで勝利する。
3. スーパーイリューションを使わない。
4. CPU戦でブレアかアレンを出現させる。

この白ボルドは1ラウンドを取られても戦闘スタイルが変化することはなく、通常のボルドの全ての必殺技とバレッジブロウを使用してくる。
真ランスナイト (Knight)
青紫色の鎧に身を包むランスナイト。CPU戦でブレアかアレンを出現させ、対ボルド戦までをノーミス（時間切れ不可）でクリアすると、ボルド戦の後に出現する。
ボルド戦終了直後に落下してくるプレイヤーキャラクターに対して、試合前にランスを投げてくる。これはスーパーイリューションのコマンドを入力することで回避できる（この場合、試合中に再度スーパーイリューションは使えない）。回避しなかった場合は体力を半分減らされ、気絶した状態でのラウンド開始という大幅に不利な状況になってしまう（この場合、スーパーイリューションのストックは残る）。
中ボスのランスナイトより攻撃が多彩で、防御力が高く、バレッジブロウなどを与えてもまともにダメージを与えられないが、よろめかせて投げを決めればかなりのダメージを与えられる。よろめかせるには、カウンターで必殺技以上の攻撃をヒットさせなければならない。
試合は一本勝負で、勝敗に関係なく対戦後にスタッフロールが流れるが、勝敗によってエンディングの演出が変化する（時間切れ時は敗北扱い）。

## 関連作品
- ストリートファイターEX
- ファイティングEXレイヤー